# Yang Hyong-sop
Yang Hyong-sop (* 1. Oktober 1925 in Hamhŭng, Hamgyŏng-namdo; † 13. Mai 2022) war ein nordkoreanischer Politiker der Partei der Arbeit Koreas (PdAK), der Vizepräsident der 12. Obersten Volksversammlung und Mitglied des Politbüros des Zentralkomitees (ZK) der PdAK war. Zwischen 1983 und 1998 war er Vorsitzender des Präsidiums der Obersten Volksversammlung und als solcher nach dem Tod von Kim Il-sung vom 8. Juli 1994 bis zu seiner Ablösung durch Kim Yong-nam am 5. September 1998 Staatsoberhaupt Nordkoreas.

## Leben
Yang Hyong-sop trat während des Koreakrieges im Juni 1950 in die Koreanische Volksarmee ein und absolvierte nach Kriegsende ein Studium an der Kim-Il-sung-Universität. Nach Abschluss des Studiums war er zunächst Leiter einer Sektion im ZK der PdAK, ehe er Sekretär des ZK wurde. Yang, der mit Kim Shin-sook, einer Cousine von Kim Il-sung verheiratet war, absolvierte ein weiteres Studium an der Lomonossow-Universität in Moskau und wurde nach seiner Rückkehr im Oktober 1961 Direktor der Parteischule des ZK der PdAK.
Yang Hyong-sop, der im Oktober 1962 erstmals zum Deputierten der Obersten Volksversammlung gewählt wurde und dieser seither angehört, wurde im Oktober 1979 zum Vorsitzenden der Demokratischen Front für die Wiedervereinigung ernannt und bekleidete diese Funktion seitdem. Darüber hinaus erfolgte im Oktober 1980 seine Ernennung zum Vorsitzenden der Akademie der Wissenschaften und er war zwischenzeitlich auch Minister für Hochschulbildung.
1983 wurde Yang Vorsitzender des Ständigen Ausschusses der Obersten Volksversammlung und damit Parlamentspräsident. In dieser Funktion wurde er nach dem Tod von Kim Il-sung am 8. Juli 1994 zugleich de facto Staatspräsident, wenngleich die Position des Staatspräsidenten seither nicht mehr besetzt wurde. Zudem ist er ab Februar 1984 zum Vizevorsitzenden des Komitees für die friedliche Wiedervereinigung des Vaterlandes. Nach einer Verfassungsänderung kam es 1998 zu einer Umverteilung der Macht: Die Funktion des Staatsoberhauptes wurde durch Kim Yong-nam übernommen, der am 5. September 1998 Vorsitzender des Präsidiums der Obersten Volksversammlung wurde, während Choe Thae-bok am 5. September 1998 als Vorsitzender der Obersten Volksversammlung neuer Parlamentspräsident wurde. Yang verlor damit die beiden Spitzenfunktionen und fungiert seither als Vizepräsident der Obersten Volksversammlung und ist damit einer der stellvertretenden Parlamentspräsidenten.
Yang, der am 6. Januar 2007 bei einer Massenveranstaltung in Pjöngjang eine Rede hielt, in der er die Regierung Nordkoreas für den Bau von Kernwaffen lobte, wurde auf der Dritten Parteikonferenz am 28. September 2010 zum Mitglied des Politbüros des ZK gewählt. Vom 26. Mai bis zum 9. Juni 2011 befand er sich auf Staatsbesuch in Afrika und besuchte während dieser Zeit Nigeria sowie Äquatorialguinea. Im Oktober 2012 befand er sich in Kambodscha und führte dabei Gespräche mit Ministerpräsident Hun Sen.